# Niittyjärvet
Niittyjärvet är varandra näraliggande sjöar i Kiruna kommun i Lappland som ingår i Torneälvens huvudavrinningsområde
- Niittyjärvet (Karesuando socken, Lappland, 756596-179554), sjö i Kiruna kommun, 68°02′05″N 22°53′28″Ö / 68.0348°N 22.8912°Ö (21,2 ha)
- Niittyjärvet (Karesuando socken, Lappland, 756646-179497), sjö i Kiruna kommun, 68°02′19″N 22°52′39″Ö / 68.0386°N 22.8775°Ö (7,02 ha)